# Olympische Winterspiele 1988/Teilnehmer (Schweden)
| Gelbes Symbol für Goldmedaillen mit stilisierten Olympischen Ringen | Graues Symbol für Silbermedaillen mit stilisierten Olympischen Ringen | Braundes Symbol für Bronzemedaillen mit stilisierten Olympischen Ringen |
| ------------------------------------------------------------------- | --------------------------------------------------------------------- | ----------------------------------------------------------------------- |
| 4                                                                   | —                                                                     | 2                                                                       |

Schweden nahm an den Olympischen Winterspielen 1988 im kanadischen Calgary mit einer Delegation von 68 Athleten in neun Disziplinen teil, davon 55 Männer und 13 Frauen. Mit vier Gold- und zwei Bronzemedaillen war Schweden die fünfterfolgreichste Nation bei den Spielen.
Fahnenträger bei der Eröffnungsfeier war der Skilangläufer Thomas Wassberg.

## Teilnehmer nach Sportarten

### Biathlon
- Leif Andersson
10 km Sprint: 57. Platz (28:48,9 min)
20 km Einzel: 37. Platz (1:03:27,3 h)
4 × 7,5 km Staffel: 7. Platz (1:29:11,9 h)

- Mikael Löfgren
10 km Sprint: 22. Platz (27:01,0 min)
20 km Einzel: 51. Platz (1:05:12,0 h)
4 × 7,5 km Staffel: 7. Platz (1:29:11,9 h)

- Peter Sjödén
10 km Sprint: 47. Platz (28:13,3 min)
20 km Einzel: 31. Platz (1:02:07,8 h)
4 × 7,5 km Staffel: 7. Platz (1:29:11,9 h)

- Roger Westling
10 km Sprint: 54. Platz (28:24,8 min)
20 km Einzel: Rennen nicht beendet
4 × 7,5 km Staffel: 7. Platz (1:29:11,9 h)

### Bob
Männer, Zweier
- Per-Anders Persson, Rolf Åkerström (SWE-1)
14. Platz (3:59,09 min)

### Eishockey
Männer
| - Peter Lindmark - Peter Åslin - Anders Bergman - Peter Andersson - Anders Eldebrink - Lars Ivarsson - Lars Karlsson - Mats Kihlström - Tommy Samuelsson - Mikael Andersson - Bo Berglund - Jonas Bergqvist | - Peter Eriksson - Michael Hjälm - Mikael Johansson - Lars Molin - Lars-Gunnar Pettersson - Thomas Rundqvist - Ulf Sandström - Håkan Södergren - Jens Öhling - Thomas Eriksson - Thom Eklund |

- Bronze

### Eiskunstlauf
Männer
- Peter Johansson
24. Platz (46,6)

Frauen
- Lotta Falkenbäck
21. Platz (41,2)

### Eisschnelllauf
Männer
- Claes Bengtsson
500 m: 32. Platz (38,66 s)
1000 m: 21. Platz (1:15,07 min)
1500 m: 13. Platz (1:55,16 min)

- Per Bengtsson
5000 m: 19. Platz (6:57,05 min)

- Tomas Gustafson
5000 m: Gold  (6:44,63 min, olympischer Rekord)
10.000 m: Gold  (13:48,20 min, Weltrekord)

- Göran Johansson
500 m: 18. Platz (37,69 s)
1000 m: 30. Platz (1:16,33 min)

- Joakim Karlberg
1500 m: Rennen nicht beendet
5000 m: 30. Platz (7:02,30 min)
10.000 m: 12. Platz (14:22,94 min)

- Hans Magnusson
500 m: 30. Platz (38,60 s)
1000 m: 27. Platz (1:15,79 min)
1500 m: 24. Platz (1:56,44 min)

Frauen
- Jasmin Krohn
500 m: 28. Platz (42,81 s)
3000 m: 10. Platz (4:25,06 min)
5000 m: 8. Platz (7:36,56 min)

### Rennrodeln
Männer
- Mikael Holm
20. Platz (3:09,658 min)

- Anders Näsström
25. Platz (3:11,722 min)

### Ski Alpin
Männer
- Lars-Börje Eriksson
Abfahrt: 27. Platz (2:05,02 min)
Super-G: Bronze  (1:41,08 min)
Kombination: Slalomrennen nicht beendet

- Lars-Göran Halvarsson
Slalom: disqualifiziert

- Niklas Henning
Abfahrt: 30. Platz (2:05,52 min)
Super-G: Rennen nicht beendet
Kombination: 10. Platz (96,25)

- Niklas Lindqvist
Abfahrt: 40. Platz (2:09,41 min)
Super-G: 20. Platz (1:44,88 min)
Kombination: Slalomrennen nicht beendet

- Jonas Nilsson
Riesenslalom: 21. Platz (2:11,98 min)
Slalom: 6. Platz (1:40,23 min)

- Ingemar Stenmark
Riesenslalom: Rennen nicht beendet
Slalom: 5. Platz (1:40,22 min)

- Jörgen Sundqvist
Riesenslalom: 22. Platz (2:12,11 min)

- Johan Wallner
Riesenslalom: 16. Platz (2:11,30 min)
Slalom: Rennen nicht beendet

Frauen
- Monica Äijä
Riesenslalom: Rennen nicht beendet
Slalom: Rennen nicht beendet

- Kristina Andersson
Riesenslalom: 22. Platz (2:15,09 min)
Slalom: Rennen nicht beendet

- Catharina Glassér-Bjerner
Riesenslalom: Rennen nicht beendet
Slalom: Rennen nicht beendet

- Camilla Nilsson
Riesenslalom: Rennen nicht beendet
Slalom: Rennen nicht beendet

### Skilanglauf
Männer
- Christer Majbäck
15 km klassisch: 11. Platz (42:58,6 min)

- Torgny Mogren
15 km klassisch: 24. Platz (44:12,1 min)
30 km klassisch: 11. Platz (1:27:55,7 h)
50 km Freistil: 28. Platz (2:12:20,2 h)
4 × 10 km Staffel: Gold  (1:43:58,6 h)

- Jan Ottosson
15 km klassisch: 16. Platz (43:18,1 min)
30 km klassisch: 16. Platz (1:28:51,7 h)
50 km Freistil: 6. Platz (2:07:34,8 h)
4 × 10 km Staffel: Gold  (1:43:58,6 h)

- Gunde Svan
15 km klassisch: 13. Platz (43:07,3 min)
30 km klassisch: 10. Platz (1:27:30,8 h)
50 km Freistil: Gold  (2:04:30,9 h)
4 × 10 km Staffel: Gold  (1:43:58,6 h)

- Thomas Wassberg
30 km klassisch: 42. Platz (1:34:07,6 h)
50 km Freistil: Rennen nicht beendet
4 × 10 km Staffel: Gold  (1:43:58,6 h)

Frauen
- Annika Dahlman
10 km klassisch: 28. Platz (32:31,4 min)

- Anna-Lena Fritzon
5 km klassisch: 17. Platz (15:55,6 min)
10 km klassisch: 13. Platz (31:19,3 min)
20 km Freistil: 9. Platz (58:37,4 min)
4 × 5 km Staffel: 6. Platz (1:02:24,9 h)

- Lis Frost
20 km Freistil: 21. Platz (59:59,6 min)
4 × 5 km Staffel: 6. Platz (1:02:24,9 h)

- Marie Johansson
5 km klassisch: 21. Platz (16:12,1 min)

- Karin Lamberg-Skog
20 km Freistil: 22. Platz (1:00:34,6 h)
4 × 5 km Staffel: 6. Platz (1:02:24,9 h)

- Karin Svingstedt
5 km klassisch: 23. Platz (16:15,0 min)
10 km klassisch: 22. Platz (31:57,0 min)

- Marie-Helene Westin
5 km klassisch: 7. Platz (15:28,9 min)
10 km klassisch: 8. Platz (30:53,5 min)
20 km Freistil: 10. Platz (58:39,4 min)
4 × 5 km Staffel: 6. Platz (1:02:24,9 h)

### Skispringen
- Jan Boklöv
Normalschanze: 28. Platz (177,8)
Großschanze: 18. Platz (185,4)
Mannschaft: 7. Platz (539,7)

- Anders Daun
Normalschanze: 27. Platz (179,2)
Großschanze: 21. Platz (183,1)
Mannschaft: 7. Platz (539,7)

- Per-Inge Tällberg
Normalschanze: 36. Platz (174,2)
Großschanze: 22. Platz (181,8)
Mannschaft: 7. Platz (539,7)

- Staffan Tällberg
Normalschanze: 8. Platz (198,1)
Großschanze: 8. Platz (196,6)
Mannschaft: 7. Platz (539,7)